# 南京旅游职业学院
南京旅游职业学院，是位于江苏省南京市的一所公办普通高等职业院校，隶属江苏省旅游局。

## 历史
- 1978年，成立南京旅游学校。
- 1991年，成立金陵旅馆管理干部学院。
- 2001年，两校合并为南京金陵旅馆管理干部学院。
- 2007年，更名为南京旅游职业学院。

## 专业设置
- 酒店管理学院
- 旅游管理学院
- 旅游外语学院
- 人文艺术学院
- 烹饪与营养学院
- 工程技术系
- 基础课部
- 继续教育学院